# البطولة الوطنية المجرية 1950
البطولة الوطنية المجرية 1950 (بالمجرية: 1950-es magyar labdarúgó-bajnokság)‏ هو الموسم 48 من  البطولة الوطنية المجرية. أشرف على تنظيمه اتحاد المجر لكرة القدم، وكان عدد الأندية المشاركة فيه  16، وفاز فيه نادي بودابست هونفيد.